# Lijst van nummer 1-albums in de Nederlandse Album Top 100 in 2025
Onderstaande albums stonden in 2025 op nummer 1 in de Nederlandse Album Top 100. De lijst wordt samengesteld door GfK Dutch Charts.
| Nummer | Datum        | Artiest           | Titel                                          |
| ------ | ------------ | ----------------- | ---------------------------------------------- |
| 987    | 4 januari    | Billie Eilish     | Hit Me Hard and Soft                           |
|        | 11 januari   | Billie Eilish     | Hit Me Hard and Soft                           |
| 1000   | 18 januari   | Bad Bunny         | Debí tirar más fotos                           |
|        | 25 januari   | Bad Bunny         | Debí tirar más fotos                           |
| 1001   | 1 februari   | Central Cee       | Can't Rush Greatness                           |
| 1002   | 8 februari   | The Weeknd        | Hurry Up Tomorrow                              |
| 999    | 15 februari  | Kendrick Lamar    | GNX                                            |
| 992    | 22 februari  | Sabrina Carpenter | Short n' Sweet [Deluxe Edition]                |
| 1003   | 1 maart      | Tate McRae        | So Close to What                               |
|        | 8 maart      | Tate McRae        | So Close to What                               |
| 1004   | 15 maart     | Roxy Dekker       | Mama I Made It                                 |
|        | 22 maart     | Roxy Dekker       | Mama I Made It                                 |
|        | 29 maart     | Roxy Dekker       | Mama I Made It                                 |
|        | 5 april      | Roxy Dekker       | Mama I Made It                                 |
|        | 12 april     | Roxy Dekker       | Mama I Made It                                 |
|        | 19 april     | Roxy Dekker       | Mama I Made It                                 |
| 1005   | 26 april     | Ayreon            | The Human Equation [2025 Remixed & Remastered] |
| 1004   | 3 mei        | Roxy Dekker       | Mama I Made It                                 |
|        | 10 mei       | Roxy Dekker       | Mama I Made It                                 |
| 1006   | 17 mei       | Sleep Token       | Even in Arcadia                                |
| 1004   | 24 mei       | Roxy Dekker       | Mama I Made It                                 |
|        | 31 mei       | Roxy Dekker       | Mama I Made It                                 |
| 920    | 7 juni       | Suzan & Freek     | Dromen in kleur                                |
| 921    | 14 juni      | Volbeat           | God Of Angels Trust                            |
| 1004   | 21 juni      | Roxy Dekker       | Mama I Made It                                 |
| 1007   | 28 juni      | Yungblud          | Idols                                          |
| 1008   | 5 juli       | Bruce Springsteen | Tracks II: The Lost Albums                     |
| 1004   | 12 juli      | Roxy Dekker       | Mama I Made It                                 |
| 1009   | 19 juli      | Justin Bieber     | Swag                                           |
| 1010   | 26 juli      | Alex Warren       | You'll Be Alright, Kid                         |
|        | 2 augustus   | Alex Warren       | You'll Be Alright, Kid                         |
| 1011   | 9 augustus   | Reneé Rapp        | Bite Me                                        |
| 1012   | 16 augustus  | Broederliefde     | De ene hand wast de ander                      |
|        | 23 augustus  |                   |                                                |
|        | 30 augustus  |                   |                                                |
|        | 6 september  |                   |                                                |
|        | 13 september |                   |                                                |
|        | 20 september |                   |                                                |
|        | 27 september |                   |                                                |
|        | 4 oktober    |                   |                                                |
|        | 11 oktober   |                   |                                                |
|        | 18 oktober   |                   |                                                |
|        | 25 oktober   |                   |                                                |
|        | 1 november   |                   |                                                |
|        | 8 november   |                   |                                                |
|        | 15 november  |                   |                                                |
|        | 22 november  |                   |                                                |
|        | 29 november  |                   |                                                |
|        | 6 december   |                   |                                                |
|        | 13 december  |                   |                                                |
|        | 20 december  |                   |                                                |
|        | 27 december  |                   |                                                |

Lijsten van nummer 1-albums in de Nederlandse Album Top 100

1969 ·
1970 ·
1971 ·
1972 ·
1973 ·
1974 ·
1975 ·
1976 ·
1977 ·
1978 ·
1979 ·
1980 ·
1981 ·
1982 ·
1983 ·
1984 ·
1985 ·
1986 ·
1987 ·
1988 ·
1989 ·
1990 ·
1991 ·
1992 ·
1993 ·
1994 ·
1995 ·
1996 ·
1997 ·
1998 ·
1999 ·
2000 ·
2001 ·
2002 ·
2003 ·
2004 ·
2005 ·
2006 ·
2007 ·
2008 ·
2009 ·
2010 ·
2011 ·
2012 ·
2013 ·
2014 ·
2015 ·
2016 ·
2017 ·
2018 ·
2019 ·
2020 ·
2021 ·
2022 ·
2023 ·
2024 ·
2025

Lijsten van nummer 1-albums van de Stichting Nederlandse Top 40

1969 ·
1970 ·
1971 ·
1972 ·
1973 ·
1974 ·
1975 ·
1976 ·
1977 ·
1978 ·
1979 ·
1980 ·
1981 ·
1982 ·
1983 ·
1984 ·
1985 ·
1986 ·
1987 ·
1988 ·
1989 ·
1990 ·
1991 ·
1992 ·
1993 ·
1994 ·
1995 ·
1996 ·
1997 ·
1998 ·
1999 ·
2011 ·
2012 ·
2013 ·
2014 ·
2015
- Nederland
- Vlaanderen